# Ébange-et-Daspich
Ébange-et-Daspich est une ancienne commune de la Moselle ayant existé de 1790 à 1812. Elle a été créée entre 1790 et 1794 par la fusion des villages de Daspich et d'Ébange. En 1812, elle a été rattachée à la commune de Florange.

## Toponymie
- Ébange : Hebingen (1169), Ebbingen (1572), Ebbange (1667), Hebange (1756)[1]. Ebingen en allemand[1]. Ebéngen en francique lorrain.
- Daspich : Daspit (1639)[1], Daspich (1793). Daaschpech et Daaschpich en francique lorrain.

## Histoire
Réuni à Florange par décret du 2 juillet 1812.

## Démographie
| 1794 | 1800 | 1806 |
| ---- | ---- | ---- |
| 334  | 336  | 327  |

## Économie
Ébange-et-Daspich compte une cimenterie du groupe suisse Holcim.
Les installations de laminage à froid et de revêtement de l'usine sidérurgique de Florange (groupe ArcelorMittal) sont situées sur l'ancien ban d'Ébange. Elles ont été construites par la Sollac dans les années 1950 et 1960, et sont essentiellement destinées au marché des aciers pour emballages métalliques.